# Chapelle des Étrichets
La chapelle des Étrichets est une chapelle catholique située à Saint-Saturnin, en France.

## Localisation
La chapelle est située dans le département français de la Sarthe, sur le territoire de la commune de Saint-Saturnin, à 2 km à l'ouest du bourg.

## Architecture
L'édifice est inscrit au titre des monuments historiques depuis le 7 septembre 1978.

## Mobilier
La chapelle abrite de nombreuses œuvres classées ou inscrites à titre d'objets monuments historiques.